# Caenorhabditis
Caenorhabditis – rodzaj nicieni z rodziny Rhabditidae.
Przedstawiciele rodzaju:
- Caenorhabditis elegans
- Caenorhabditis briggsae
- Caenorhabditis remanei

- Caenorhabditis brenneri
- Caenorhabditis japonica
- Caenorhabditis sp. PS1010
- Caenorhabditis drosophilae
- Caenorhabditis sp. SB341